# 도미닉 오브라이언

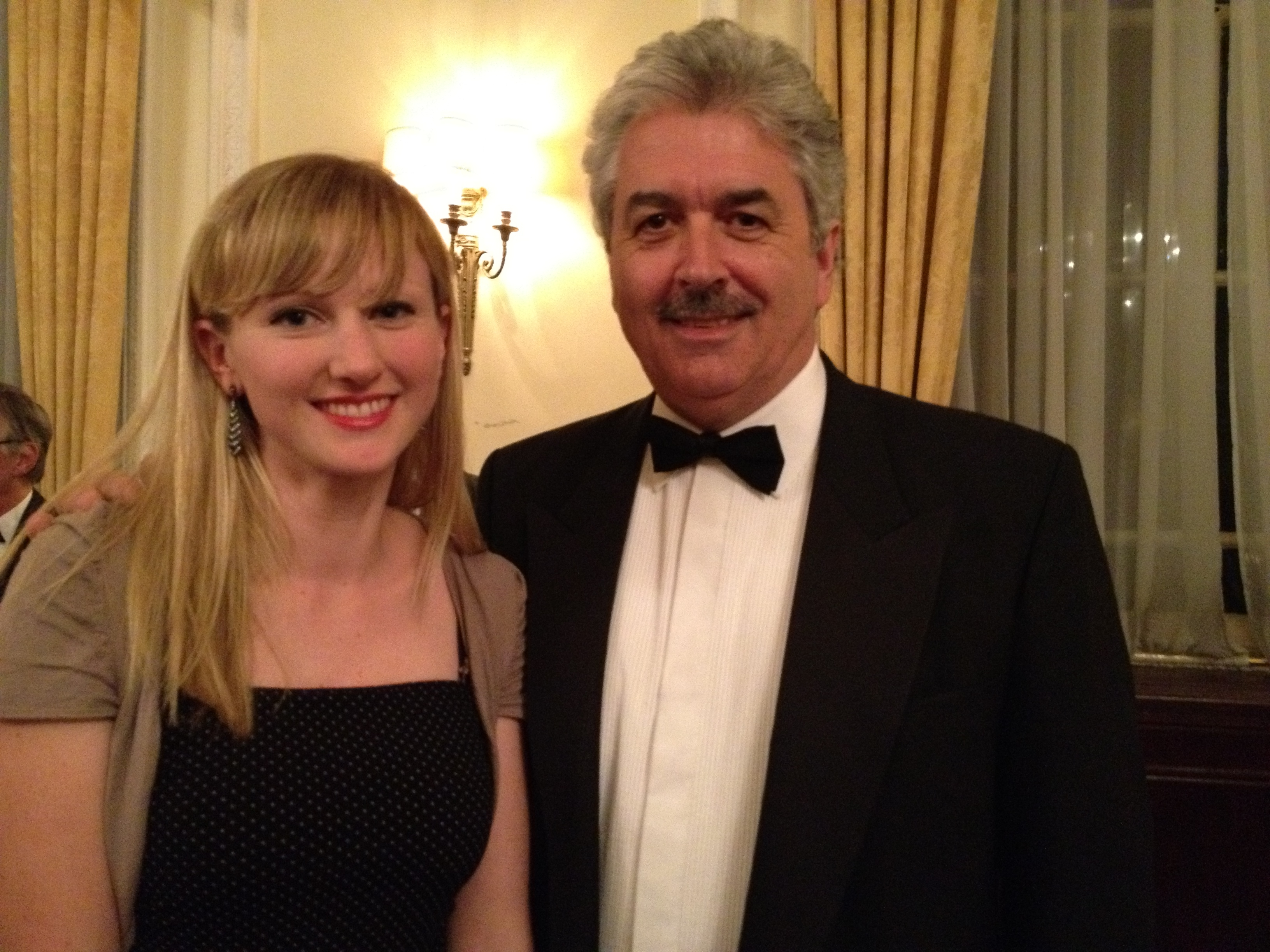
도미닉 오브라이언 (오른쪽)

도미닉 오브라이언(Dominic O'Brien, 1957년 8월 10일 ~ )은 영국의 기억술사이자 작가이다. 오브라이언은 8번 세계 기억력 선수권 대회에서 우승하였다.
또한 오브라이언은 2002년 5월 1일 2,808개의 플레잉 카드 (54개 팩)을 한번만 보고 다 외운 것으로 기네스 세계기록에 등재되었다.